# توم ميلر (لاعب كرة قاعدة أمريكي)
توم ميلر (بالإنجليزية: Tom Miller)‏ هو لاعب كرة قاعدة أمريكي، ولد في 5 يوليو 1897 في Powhatan, Virginia ‏ في الولايات المتحدة، وتوفي في 13 أغسطس 1980 في ريتشموند في الولايات المتحدة.

## وصلات خارجية
- توماس ميلر على موقعبيزبول رفرنس.كوم (الدوري الرئيسي) (الإنجليزية)
- توماس ميلر على موقعبيزبول رفرنس.كوم (الدوري الثانوي) (الإنجليزية)